# Calamaria grabowskyi
Calamaria grabowskyi är en ormart som beskrevs av Fischer 1885. Calamaria grabowskyi ingår i släktet Calamaria och familjen snokar. IUCN kategoriserar arten globalt som livskraftig. Inga underarter finns listade.
Arten förekommer i Malaysias del av Borneo. Honor lägger ägg.